# Cephalotes bohlsi
Cephalotes bohlsi är en myrart som först beskrevs av Carlo Emery 1896.  Cephalotes bohlsi ingår i släktet Cephalotes och familjen myror. Inga underarter finns listade.